# Xã Union, Quận Crawford, Indiana
Xã Union (tiếng Anh: Union Township) là một xã thuộc quận Crawford, tiểu bang Indiana, Hoa Kỳ. Năm 2010, dân số của xã này là 761 người.